# Ваганов, Александр Владленович
Александр Владленович Ваганов (3 апреля 1954 — 21 ноября 2016) — советский и российский военно-морской офицер-подводник и гидронавт. Герой Российской Федерации (16.04.2005). Капитан 1-го ранга (29.09.1990). 
С июля 1981 года служил в специальной воинской части Министерства обороны СССР и Российской Федерации, участвовал в испытаниях новейшей глубоководной техники.

## Биография
Родился в городе Лисичанск Ворошиловградской области (ныне Луганская область Украины). Русский. Образование 10 классов.
В Военно-Морском Флоте с 1971 года. В 1976 году окончил Черноморское высшее военно-морское училище имени П. С. Нахимова, в 1981 году — Высшие специальные офицерские классы ВМФ, в 2000 году — курсы офицерского состава при Военно-морской академии имени Адмирала Флота Советского Союза Н. Г. Кузнецова.
С сентября 1976 года по август 1979 года работал в должности инженера ракетной боевой части (БЧ-2), с августа 1979 года по октябрь 1980 года — помощник командира атомной подводной лодки К-108 Тихоокеанского флота. Участник многих дальних походов и боевых служб. Внёс большой вклад в испытания и освоение новой боевой техники, в совершенстве овладел навыками обслуживания ракетного вооружения атомных подводных лодок.
С 1975 года состоял членом КПСС.
С июля 1981 года проходил службу в воинской части Министерства обороны СССР и Российской Федерации.
Указом Президента Российской Федерации от 16 апреля 2005 года «за мужество и отвагу, проявленные при выполнении воинского долга» капитану 1-го ранга Ваганову Александру Владленовичу присвоено звание Героя Российской Федерации с вручением знака особого отличия — медали «Золотая Звезда» (№ 849).
Проходил службу гражданским специалистом Министерства обороны Российской Федерации в войсковой части 45707.
Жил в городе Санкт-Петербург. Похоронен на Серафимовском кладбище (11В уч.) в Санкт-Петербурге.
Бюст Героя открыт в 2022 году на территории Черноморского ВВМУ им. П. С. Нахимова в Севастополе.

Могила Ваганова на Серафимовском кладбище Санкт-Петербурга.

## Награды
- Герой Российской Федерации (16 апреля 2005)
- орден Мужества (1999)
- орден «За военные заслуги» (2001)
- орден «За личное мужество» (1993)
- медали
- знаки «Командир подводной лодки» и «За дальний поход».